# 巨瀬亮一
巨瀬 亮一（こせ りょういち、生年不明）は、コンピュータ将棋ソフトAWAKEの開発者。計算機科学者。
研究領域は計算機シミュレーション、磁気共鳴イメージング。

## 人物・来歴
株式会社エム・アール・テクノロジー研究員。日本科学技術振興機構先端機器開発プログラム「超高速シミュレータを搭載したユニバーサルMRIプラットフォームの開発」に従事。
所属学会、日本磁気共鳴医学会、International Society for Magnetic Resonance in Medicine
2014年第2回将棋電王トーナメント優勝。2018年に株式会社エムアールアイシミュレーションズ代表取締役。

## 著書
- 『MRIシミュレータを用いた独習パルスシーケンス〔標準編〕』（共著、医療科学社、2020年）
- 『MRIシミュレータを用いた独習パルスシーケンス〔先端編〕』（共著、医療科学社、2022年）